# Coccomyces tympanibaculi
Coccomyces tympanibaculi är en svampart som beskrevs av P.R. Johnst. 2000. Coccomyces tympanibaculi ingår i släktet Coccomyces och familjen Rhytismataceae.   Inga underarter finns listade i Catalogue of Life.